# Lakeville (Minnesota)
Lakeville é uma cidade localizada no estado americano de Minnesota, no Condado de Dakota.

## Demografia
Segundo o censo americano de 2000, a sua população era de 43.128 habitantes.
Em 2006, foi estimada uma população de 53.074, um aumento de 9946 (23.1%).

## Geografia
De acordo com o United States Census Bureau tem uma área de
97,2 km², dos quais 93,7 km² cobertos por terra e 3,5 km² cobertos por água.

## Localidades na vizinhança
O diagrama seguinte representa as localidades num raio de 12 km ao redor de Lakeville.